# Джума-Джами (Шейх-Кой)
Джума-Джами — руины средневековой мечети в посёлке Давыдово (до 1948 года Шейхкой) в Симферопольском районе Крыма. Считается, что Джума-Джами являлась главной мечетью одного из четырёх известных мусульманских суфийских религиозных центров Крыма. После установления в Крыму советской власти мечеть была закрыта, а в начале 1950-х годов храмовый комплекс был разрушен. Археологические раскопки мечети не проводились.

## Описание
Памятник расположен в степном Крыму, на левом берегу реки Бештерек, на востоке Симферопольского района. Представляет собой остатки уцелевшей почти на всю высоту южной стены с откосами окон и богато декорированным михрабом. Остальные части здания представляют собой лежащие кругом многочисленные архитектурные детали и крупные обломки купола и хорошо видные под задернованным культурным слоем остатки кладки и развалы камня. Мечеть, без боковых пристроек («основной объём»), имела ширину 11,18 м, внутреннее помещение было длиной 9,15 м, толщина сохранившейся стены — 1,06 м. Представляла собой квадратное кубовидное строение, увенчанное высоким восьмигранным барабаном и сферическим куполом на парусах. Сбоку, к северо-западному углу мечети, был пристроен минарет, с входом снаружи, с восточной стороны. В мечети было два входа: главный, с северной стороны и ещё один, в западной стене, позади минарета. Прямоугольные окна устроили в два яруса, по четыре на каждом фасаде, верхние больше нижних. Напротив входа, у южной стены, располагался михраб с характерным полукруглым выступом снаружи. С трёх сторон к мечети примыкали три низкие с односкатной черепичной крышей прямоугольные пристройки без перевязки кладок

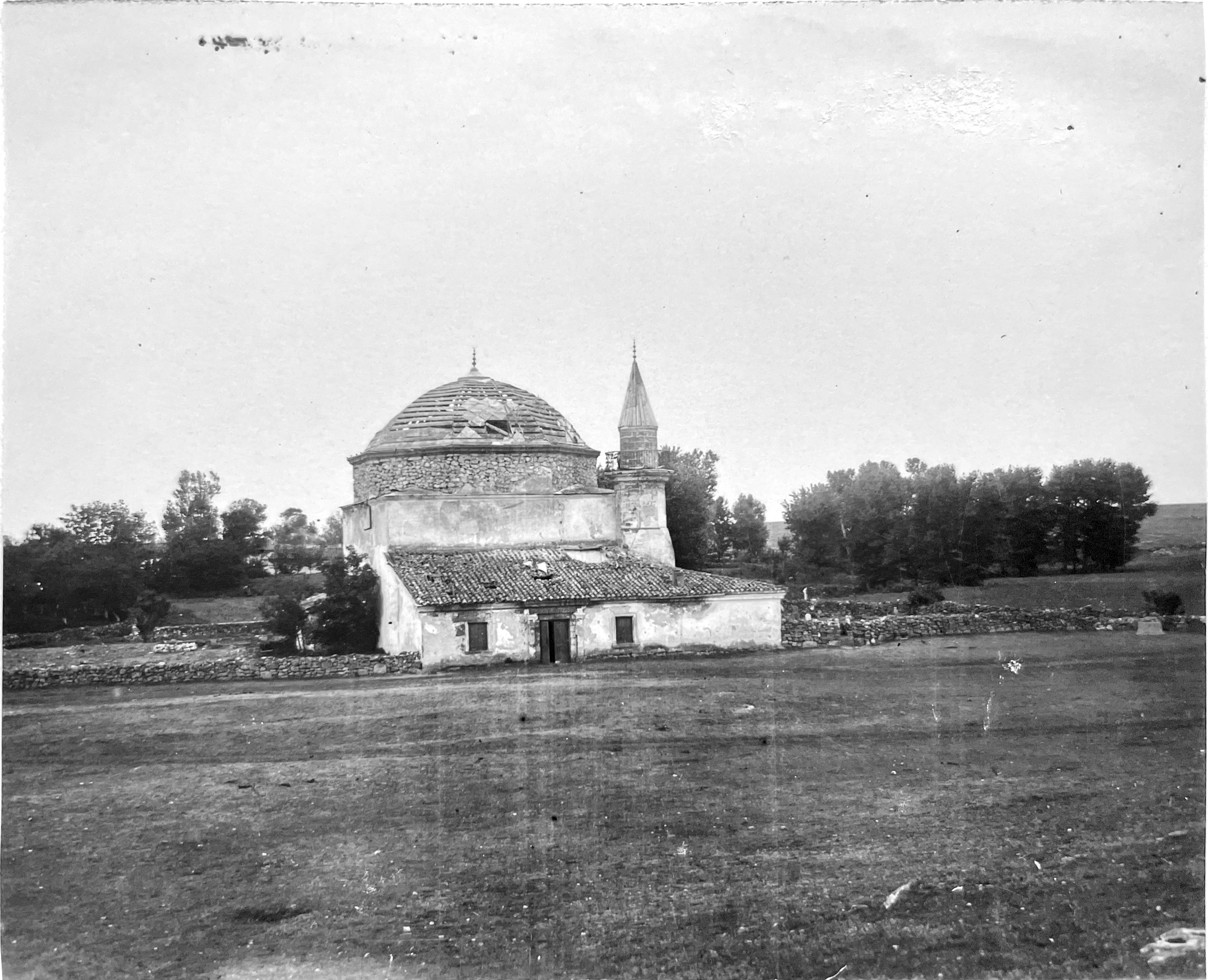
Мечеть в 1928 г., вид с севера.
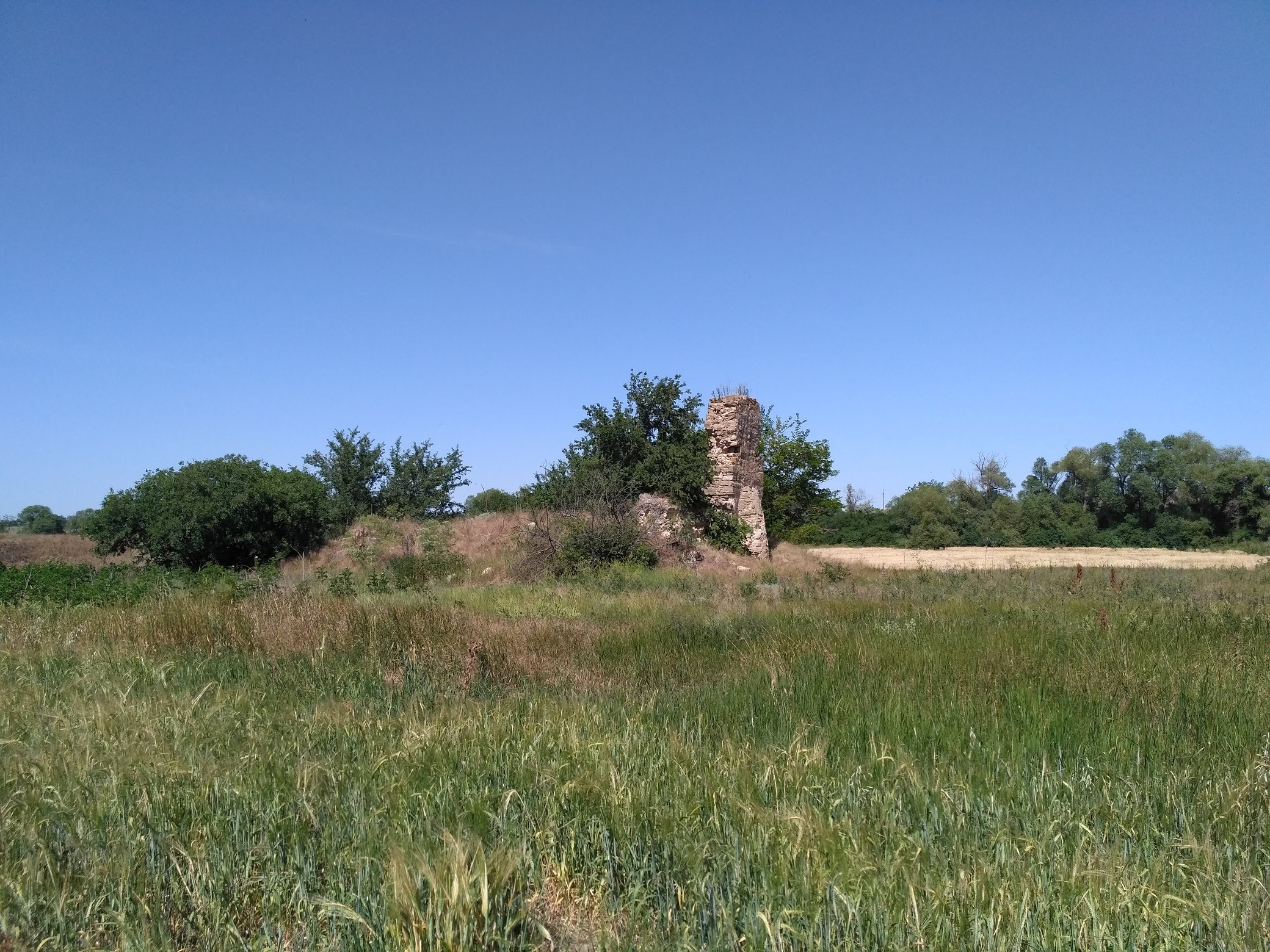
Руины мечети, современный вид.
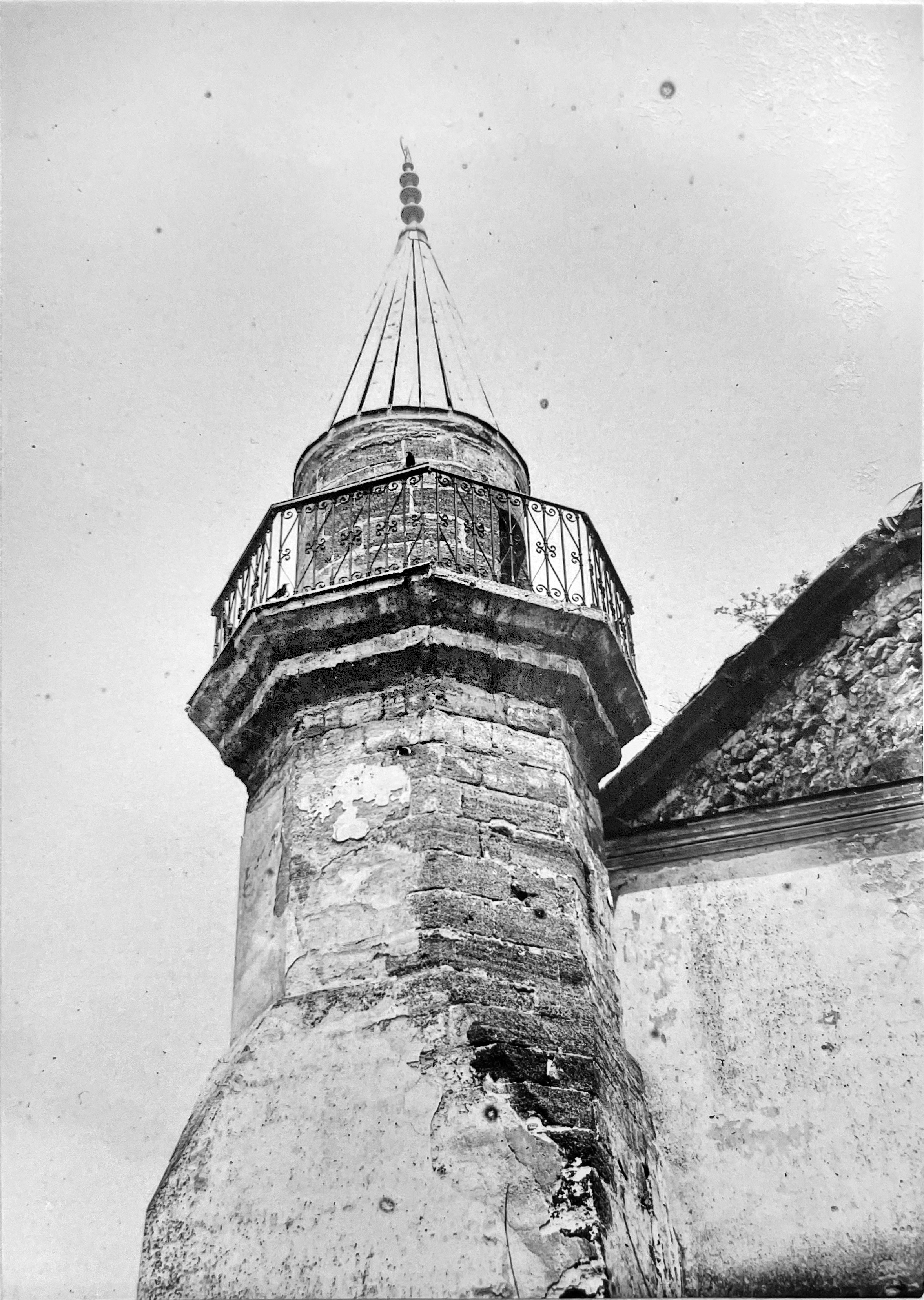
Минарет мечети, 1928 г.
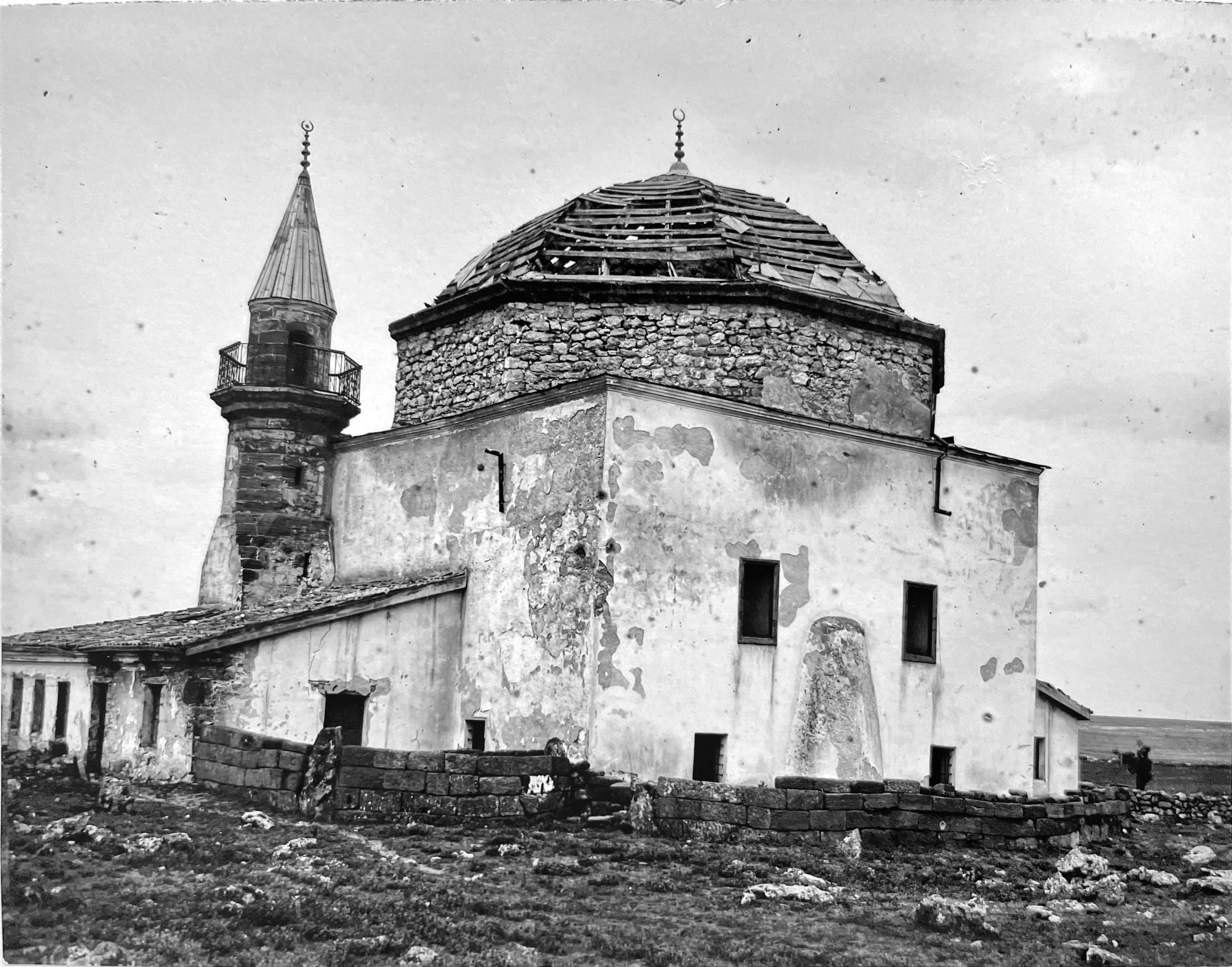
Южный фасад.
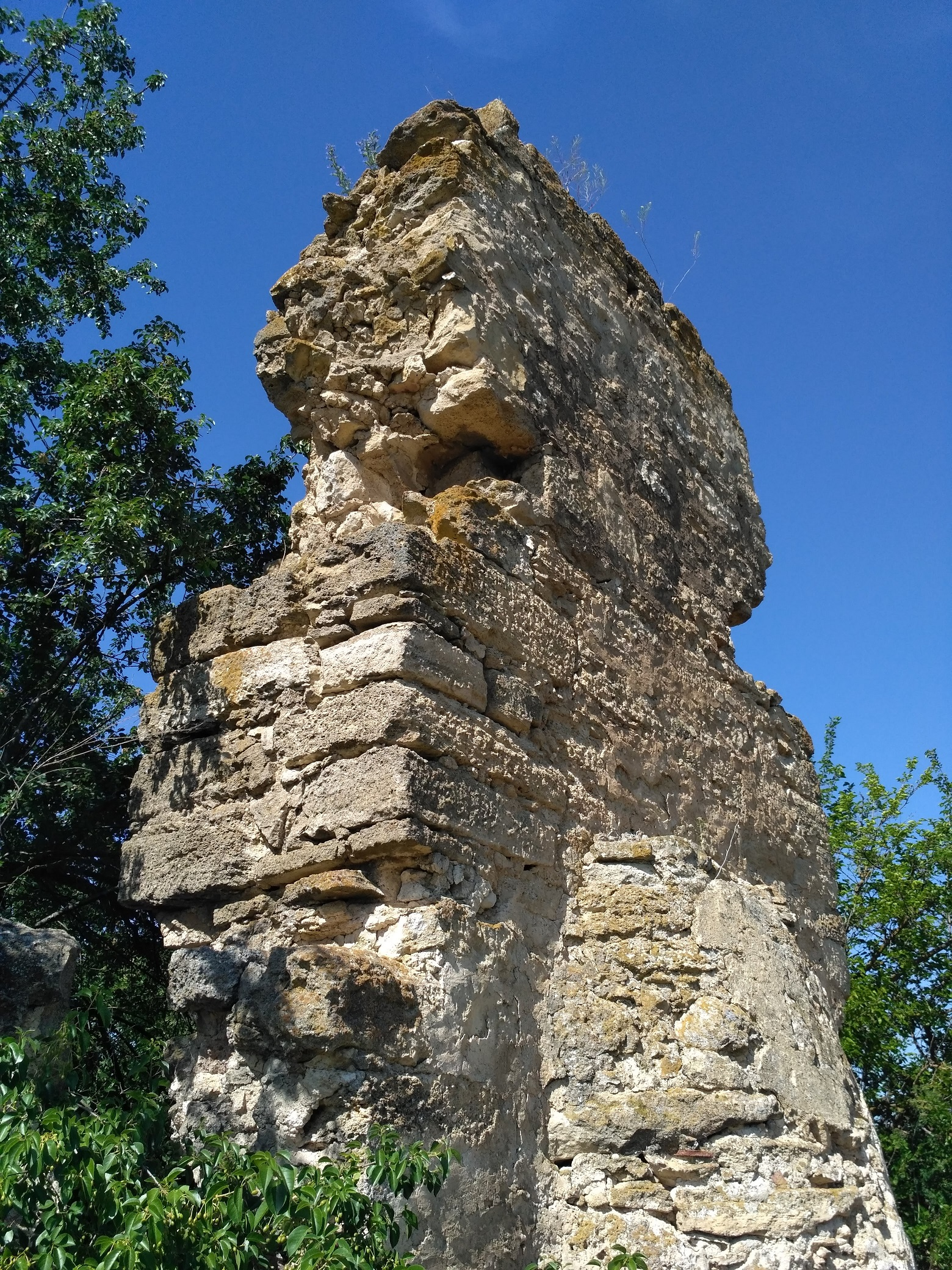
Южный фасад, современное состояние.
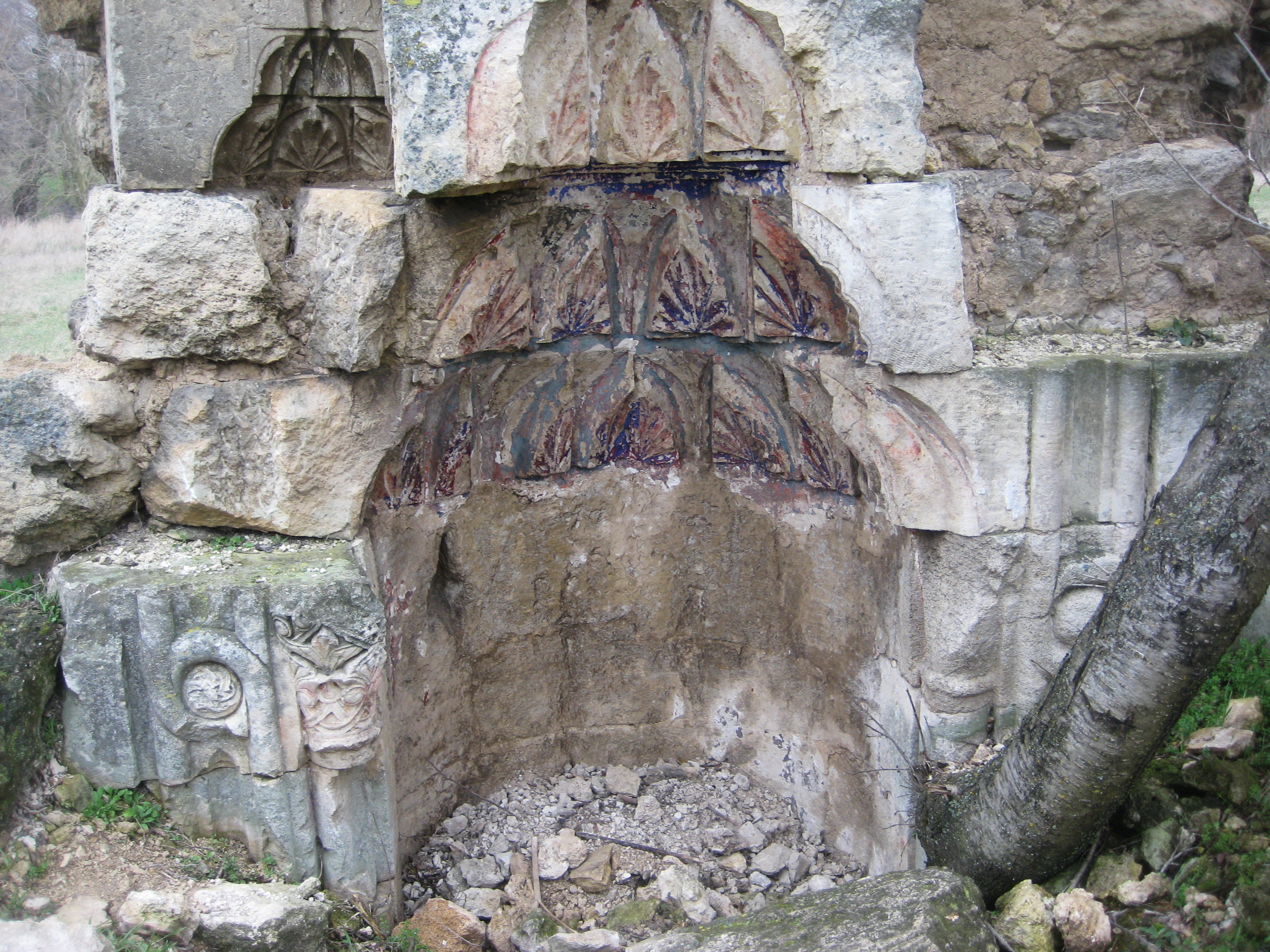
Михраб, 2014 г.

## История
Первое описание ещё сохранившейся мечети в 1928 году оставил О. Акчокраклы, тогда же Б. Н. Засыпкиным были сделаны обмерные чертежи и многочисленные фотографии. Осман Акчокраклы скопировал и перевёл надписи над северным и западным входами в мечеть, гласящие, что мечеть была возведена для хафизов 15-го дня благословенного месяца Шаабана 760 года хиджры (1358 год), во время правления великого эмира Кутлуг-Темур-бека, сына Тюлек-Тимур-Бека, сына некоего Хаджи. С. Г. Бочаров, В. П. Кирилко считают, что надпись, как и многие архитектурные детали, не относится к сохранившемуся зданию, а взяты из некоего более раннего сооружения сельджукского стиля, которое, видимо, и было возведено в 1358 году. Считается, что от первой мечети сохранили михраб и части стен с надписью, изначально располагавшейся над михрабом, а в новом здании размещённой довольно произвольно.
Дошедшая до XX века мечеть, по мнению современных историков, построена во времена Крымского ханства в Османском стиле, а отнесение её к «образцам золотоордынской культовой архитектуры» ошибочно.
По мнению кандидата филологических наук Наримана Ремзиевича Абдульвапова, поддержанному профессиональными историками, на начальном этапе распространения ислама в Крыму (XIII—XIV век) селение, наряду с некоторыми соседними, составляло один из «четырёх очагов» («дѐрт-оджак») — мусульманских религиозно-духовных центров Крыма.